# Емірган Хамід-і Еввель
Мечеть Емірган Хамід-і Еввель (тур. Emirgan Hamid-i Evvel Camii), скор. Мечеть Емірган (тур. Emirgan Camii)  — мечеть в кварталі Емірган району Сариєр в європейській частині Стамбула.

## Історія
Побудована на березі Босфору в 1781 за наказом султана Абдул-Хаміда I на згадку про померлого сина Мехмеда і його матері Хюмашах Кадин-ефенді.
Збудована у формі квадрата; матеріалом для стін послужив тесаний камінь, дах покритий деревом. На стінах розташовані великі вікна у два ряди, що створює гарне освітлення. Є один мінарет із балконом.